# Українська діабетична федерація
«Українська діабетична федерація» (скорочено «УДФ») — українське громадське об'єднання сприяння хворим на цукровий діабет, зареєстроване Міністерством юстиції України 2 червня 1997 року.

## Основна мета діяльності
Об'єднання потенціалу регіональних діабетичних організацій для поліпшення якості життя людей з діабетом відповідно до положень Сент-Вінсентської декларації та внесення діабету до головних пріоритетів політики охорони здоров'я в Україні; захист прав членів УДФ.

## Історія
Група, що заявила про наміри відстоювати інтереси пацієнтів з діабетом, розпочала свою діяльність ще в Радянському Союзі. Саме 1988 року була створена перша суспільна організація з відстоювання і розповсюдженню інформованості про діабет у Харкові. Це було не тільки перше діабетичне об'єднання, але й перша неурядова організація пацієнтів в Україні. Так розпочато діабетичний рух в Україні — в момент, коли люди дізнавались про нові шляхи розвитку і робили перші кроки в демократичній системі. Після розпаду СРСР, 1993 року була офіційно заснована Українська Діабетична Асоціація (на даний час[коли?] Федерація — УДФ, англ. UDF).
1996 року УДФ стала членом Міжнародної федерації діабету, що стало головною причиною успішної діяльності організації. З того часу Українська діабетична федерація є частиною сильного міжнародного руху.
Наразі у складі УДФ 30 організацій із 23 областей України, в тому числі: 12 обласного рівня, 11 — місцевого та 7 — районного, з яких активними є лише п'ять регіональних осередків УДФ. УДФ входить до складу Спілки захисту прав пацієнтів «Здоров'я нації» та разом з іншими 16 організаціями-її членами займає активну позицію в боротьбі з хронічними захворюваннями в Україні та світі.

## Діяльність

### Національна політика по діабету
Визнаючи, що діабет є хронічною, розповсюдженою та високо вартісною хворобою, що становить серйозні виклики для розвитку країн світу, Генеральна Асамблея закликала держави-члени розробляти національну політику щодо профілактики, лікування та допомоги відповідно до мети сталого розвитку їх систем охорони здоров'я, беручи до уваги узгоджені на міжнародному рівні задачі в галузі розвитку, включаючи мету розвитку тисячоліття [прояснити].
УДФ ініціювала, лобіювала та сприяла впровадженню двох перших редакцій національної програми «Цукровий діабет». Наразі УДФ зосереджена на просуванні національної програми по діабету до 2025 року.

### Просвітницька діяльність
УДФ безперервно займається просвітницькою діяльністю, наприклад, регулярно проводить конференції, семінари, лекції, школи й акції безкоштовного скринінгу на виявлення діабету та його ускладнень, розробляє та розповсюджує інформаційні матеріали стосовно діабету.

#### Всесвітній День Діабету в Україні
Починаючи з 1993 року, УДФ регулярно організовує та проводить широкі кампанії з нагоди Всесвітнього дня діабету. Внаслідок прийняття Резолюції Організації Об'єднаних Націй 61/225 у грудні 2006 року Всесвітній день діабету є офіційним днем Організації Об'єднаних Націй.

### Спорт
Українська діабетична федерація має великий досвід проведення спортивних, культурних та просвітницьких заходів з пропаганди здорового способу життя як засобу профілактики діабету.
2001 рікВ Києві були організовані й успішно проведені перші спортивні змагання серед людей з діабетом «DIA SPORT».
2002 рікСходження на Говерлу.
2003 рікПроект з велопробігу, в якому учасники-люди з діабетом виявили свою силу, витримку та жагу до пригод, долаючи на велосипедах відстань від Києва до Кракова.
2011 рікДруге сходження на Говерлу.
2012 рікУДФ започаткувала Європейський чемпіонат з футболу для людей з діабетом «ДіаЄвро».

### Міжнародні проекти
2006 рікМіжнародний молодіжний фестиваль на борту корабля «Дніпро 2006», в якому взяли участь 52 учасники з восьми країн світу.
2007 рікМіжнародний молодіжний фестиваль «Артек 2007» (100 учасників з 12 країн), завдяки якому молодь із цукровим діабетом мала змогу відпочити у відомому молодіжному таборі «Артек» на березі Чорного моря.
2012 рікЄвропейський чемпіонат з футболу для людей з діабетом «ДіаЄвро», який започаткувала УДФ протягом реалізації ідею голови Ради УДФ Валентини Очеретенко.